# Salvi Cocceià
Salvi Cocceià (en llatí Salvius Cocceianus) era fill de Luci Salvi Otó Titià, un germà de l'emperador Otó.
Quan el seu oncle va morir l'any 69 aC era molt jove i es va salvar, però més tard va ser executat per orde de Domicià, simplement perquè havia celebrat l'aniversari d'Otó. Plutarc l'anomena Cocceu (Cocceius) però Cocceià se segurament la forma correcta.